# كيفن غارسيا
كيفن غارسيا (بالإسبانية: Kevin García Martínez)‏ (8 سبتمبر 1989 ميورقة إسبانيا - ) هو لاعب كرة قدم إسباني يلعب كمدافع.

## روابط خارجية
- كيفن غارسيا على موقع قاعدة بيانات كرة القدم.إي يو (الإنجليزية)
- كيفن غارسيا على موقع Soccerway.com (الإنجليزية)
- كيفن غارسيا على موقع AS.com (الإسبانية)